# Papilio liomedon
Papilio liomedon är en fjärilsart som beskrevs av Moore 1874. Papilio liomedon ingår i släktet Papilio och familjen riddarfjärilar. Inga underarter finns listade i Catalogue of Life.

## Bildgalleri

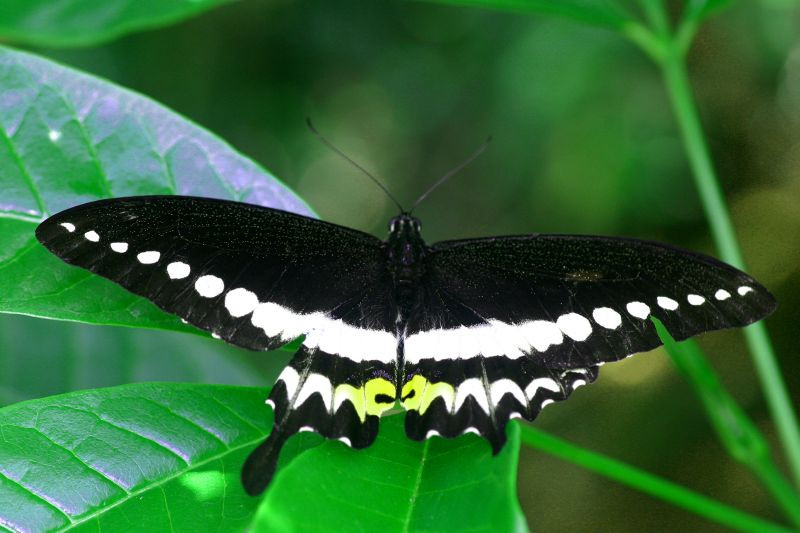
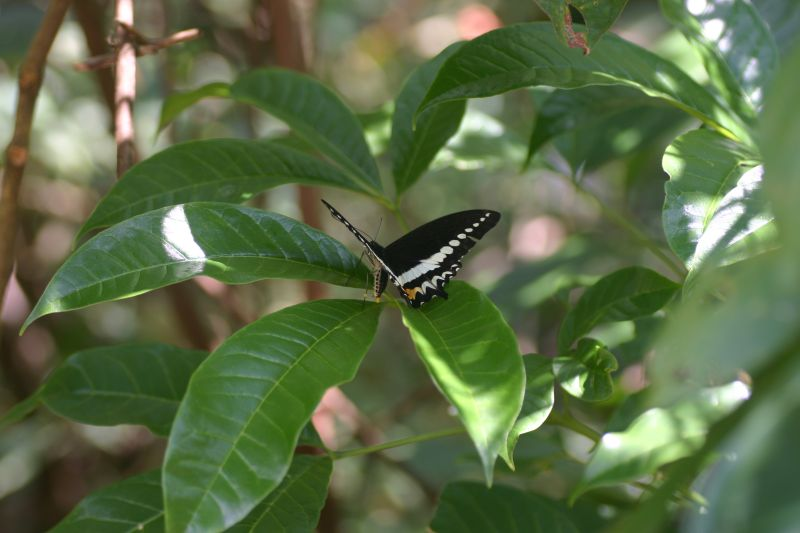
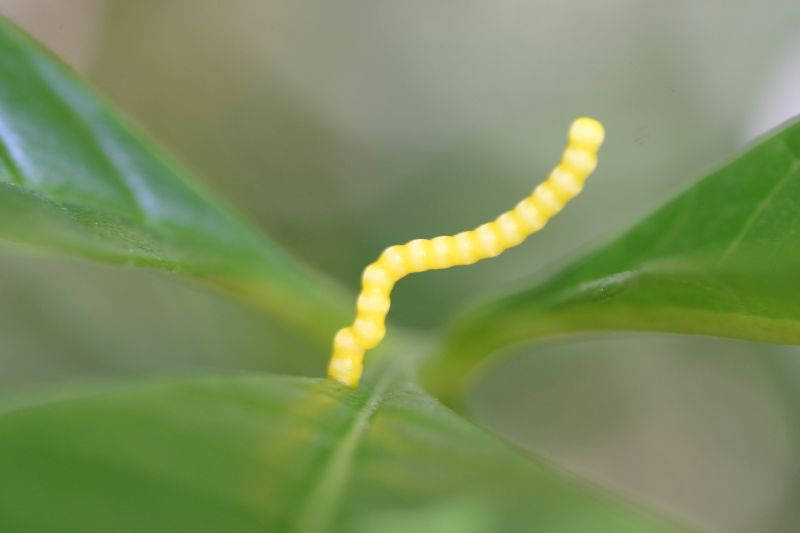